# 1 Lacertae
1 Lacertae (1 Lac / HD 211388 / HR 8498) es una estrella en la constelación de Lacerta —el lagarto— situada cerca del límite con Pegaso.
Con magnitud aparente +4,13, es la segunda estrella más brillante de la constelación después de α Lacertae.
Se encuentra a una distancia aproximada de 627 años luz respecto al sistema solar. 
1 Lacertae es una gigante o gigante luminosa naranja de tipo espectral K3II-III con una temperatura efectiva entre 4260 y 4350 K. Su diámetro es 51 veces más grande que el del Sol y brilla con una luminosidad 3500 veces superior a la luminosidad solar.
Considerada una gigante pobre en metales, su índice de metalicidad es [Fe/H] = -0,12, comparable al de Alfard (α Hydrae) , estrella de características muy parecidas.
Gira sobre sí misma con una velocidad proyectada de 3,6 km/s, aunque otro estudio eleva esta cifra hasta 7,6 km/s.
Aunque previamente se pensaba que 1 Lacertae podía ser una estrella variable, posteriores estudios descartan dicha variabilidad.